# Економіка (діяльність)

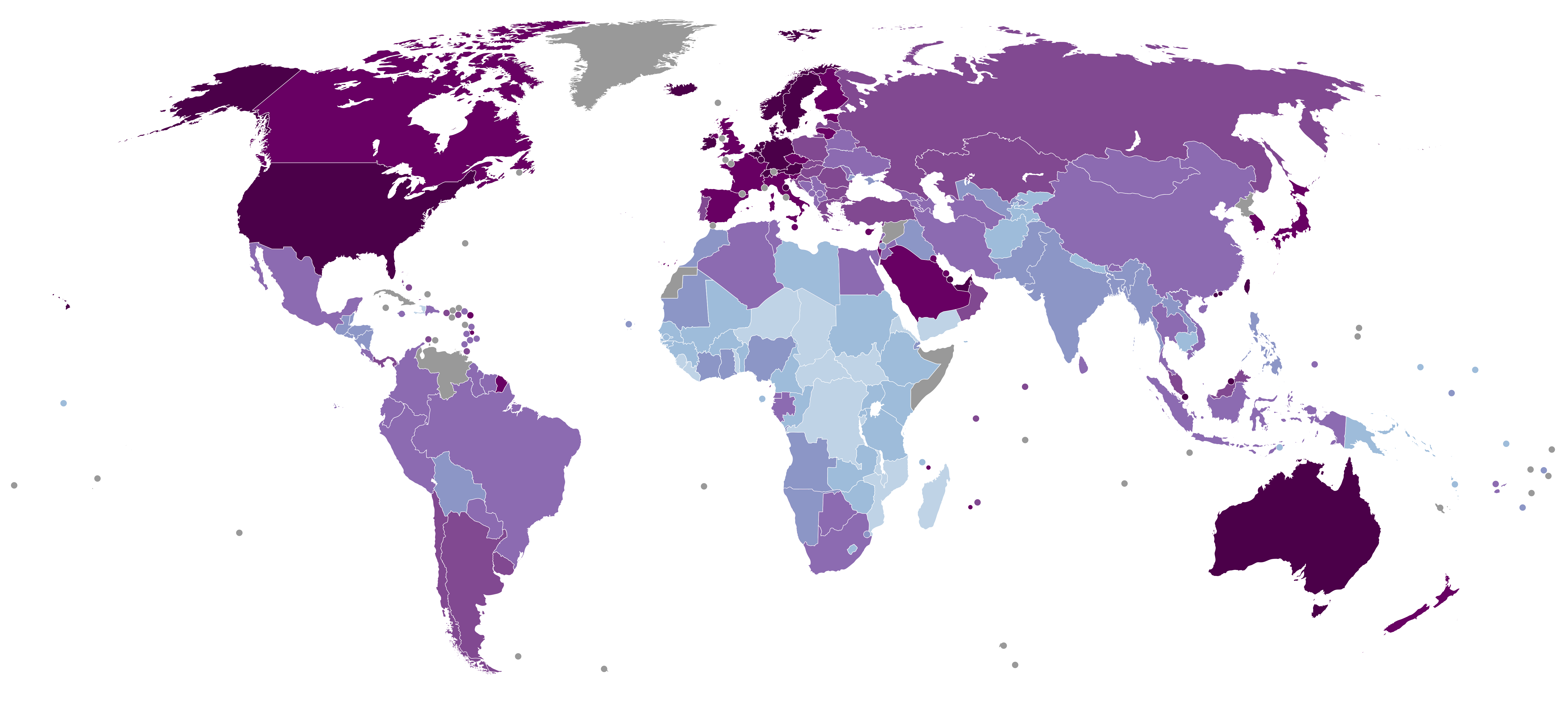
Валовий внутрішній продукт на душу населення країн (2020) (паритет купівельної спроможності — міжнародні долари)

- >50,000
- 35,000–50,000
- 20,000–35,000   10,000–20,000   5,000–10,000   2,000–5,000   <2,000   Дані недоступні

Еконо́міка (англ. economy) — це людська діяльність, пов'язана з виробництвом, продажем, розподілом, споживанням, імпортом-експортом товарів і послуг. До неї належать всі види діяльності, що здійснюються для задоволення потреб людини. Ця система господарських дій є предметом вивчення економіки як академічної дисципліни.
Економіка складається з економічної системи в межах певного регіону. До цієї системи належать робоча сила, капітал і природні ресурси в цьому регіоні; економічні інститути, задіяні у виробництві, торгівлі та розподілі, а також споживання товарів і послуг у цьому регіоні. Економіка — це поєднання технологічної еволюції, історії та соціальної організації з такими ключовими факторами, як географія, природні ресурси, доходи та екологія.
Усі види економічної діяльності роблять свій внесок в економіку. Споживання, заощадження та інвестиції є основними елементами економіки і визначають баланс ринку. Існує три сектори економіки: первинний, вторинний і третинний.
Загалом її визначають як соціальну сферу, що акцентує увагу на практиках, дискурсах і матеріальних формах вираження, пов'язаних з виробництвом, використанням і управлінням дефіцитними ресурсами. Дана економіка — це сукупність процесів, що включають її культуру, цінності, освіту, технологічний розвиток, історію, соціальну організацію, політичну структуру, правові системи і природні ресурси як основні чинники. Ці фактори надають контекст, зміст і визначають умови та параметри, в яких функціонує економіка. Іншими словами, економічна сфера — це соціальна сфера взаємопов'язаних людських практик і трансакцій, яка не існує сама по собі.
Впродовж історії, в міру того, як суспільство ставало складнішим, розвивалася і економіка. Тоді як шумери створили великомасштабну економіку, засновану на товарних грошах, вавилоняни та сусідні міста-держави створили першу економіку в сьогоднішньому розумінні. 

## Етимологія
Первісне значення слова «економіка» — від давньогрецького oikonomia або oikonomos «управління господарством»  — мистецтво ведення домашнього господарства. Перша частина слова oikos- означає «дім», а друга частина nemein- означає «керувати». Поступово це поняття стало розширюватися.

## Історія
Найбільш часто використовуваний нині значення, що позначає «економічну систему країни або території», схоже, не розвинулося до 1650-х років.

## Фактори

### Види
Ринкова економіка — це економіка, в якій товари та послуги виробляються та обмінюються між учасниками (економічними одиницями) відповідно до попиту та пропозиції шляхом бартеру або засобом обміну на боргову вартість, таким як кредит або валюта.
Планова економіка — це економіка, в якій політичні актори безпосередньо контролюють те, що виробляється, як продається та розподіляється.
Зелена економіка — це низьковуглецева і ресурсоефективна економіка. У зеленій економіці зростання доходів і зайнятості відбувається за рахунок державних і приватних інвестицій, які зменшують викиди вуглецю і забруднення, підвищують ефективність використання енергії та ресурсів, а також запобігають втраті біорізноманіття та екосистемних послуг.
Гіг-економіка — це економіка, в якій короткострокові роботи призначаються або обираються на вимогу.
Світова економіка зазвичай означає економічну систему чи системи людства.
Неформальна економіка — це економіка, яка не оподатковується і не контролюється державою.

### Сектори
Вважається, що економіка розвивається через такі етапи або ступені пріоритетності:
- Стародавня економіка базувалася переважно на натуральному господарстві.
- Етап промислової революції зменшив роль натурального сільського господарства, а протягом останніх трьох століть перетворив натуральне сільське господарство на більш екстенсивні та монокультурні форми сільського господарства. Економічне зростання відбувалося переважно в гірничодобувній, будівельній та обробній промисловості. Комерція стала більш важливою через необхідність покращити обмін і розподіл продуктів у суспільстві.
- В економіках сучасної фази розвитку споживчих суспільств свою роль відіграють сфера послуг, фінанси та технологічно-інформаційна економіка.

У сучасних економіках ці етапи виражаються трисекторною моделлю:
- Первинний: охоплює видобуток і виробництво сировини, такої як кукурудза, вугілля, деревина і залізо.
- Вторинний: передбачає перетворення сировини або проміжних матеріалів на товари, наприклад, перетворення сталі на автомобілі або текстилю на одяг.
- Третинний: включає надання послуг споживачам, таких як послуги няні, кінотеатрів тощо, та бізнесу (підприємствам), таких як банківські послуги тощо.

Інші сектори розвиненого суспільства включають
- державний сектор або урядовий сектор (зазвичай включає: парламент, суди та урядові установи, різні аварійні служби, громадська охорона здоров'я, притулки для бідних і людей, яким загрожує небезпека, транспортні засоби, повітряні/морські порти, післяпологовий/пологовий догляд, лікарні, школи, бібліотеки, музеї, історичні будівлі, що охороняються, парки/сади, природні заповідники, деякі університети, національні спортивні майданчики/стадіони, національні мистецькі/концертні зали або театри, а також релігійні місця поклоніння).
- приватний сектор або приватний бізнес.
- волонтерський сектор (він же незалежний сектор або громадський сектор) або соціальний сектор[10].

### Індикатори
Валовий внутрішній продукт (ВВП) країни — це показником міри розміру її економіки, або, точніше, грошовим виміром ринкової вартості всіх вироблених кінцевих товарів і послуг. Більшість традиційних методів економічного аналізу країни значною мірою спирається на такі економічні показники, як ВВП і ВВП на душу населення. Хоча ВВП часто є корисним, він включає лише економічну діяльність, в якій відбувається обмін грошима.
Через зростаюче значення фінансового сектору в сучасний час термін "реальна економіка" використовується аналітиками, а також політиками для позначення частини економіки, пов'язаної з виробництвом реальних товарів і послуг, і протиставляється фінансовому аспекту економіки, який нібито має справу з "паперовою економікою" або купівлею і продажем на фінансових ринках.
Альтернативна термінологія розрізняє показники реального ВВП економіки, виражені в реальних цінностях (скоригованих на інфляцію) або показники економіки, виражені в номінальних значеннях (не скоригованих на інфляцію).